# Mecosarthron tritomegas
Mecosarthron tritomegas är en skalbaggsart som beskrevs av Auguste Lameere 1920. Mecosarthron tritomegas ingår i släktet Mecosarthron och familjen långhorningar. Inga underarter finns listade i Catalogue of Life.